# Карлсруе-Мессе
Карлсруе-Мессе (нім. Messe Karlsruhe) або Торгово-виставковий центр Карлсруе або Ярмарок Карлсруе — виставковий центр у Райнштеттен-Форхгаймі неподалік від Карлсруе, де проводяться національні та міжнародні торгові та публічні ярмарки та великі заходи. 
Новий торгово-виставковий центр відкрито у 2003 році на місці колишнього аеродрому приблизно за сім кілометрів на південний захід від центру міста Карлсруе.
Виставка є під орудою муніципального товариства Karlsruher Messe- und Kongress GmbH, яке також підтримує Конгрес-центр Карлсруе в центрі міста Карлсруе та Ойропагалле.
Тут проводяться як торгові ярмарки, так і публічні виставки. 
Виставковий центр Карлсруе організовує виставки Nufam, Learntec, REHAB, RecyclingAktiv, TiefbauLive, Ärzte-Seminare Karlsruhe, Platformers' Days, SBM Summit та IT-Trans. 
Громадські ярмарки містять RendezVino, Tierisch gut, Karlsruhe Wedding та Festtage, New Housing, мистецький ярмарок Art Karlsruhe та регіональний ярмарок Offerta.
У 2011-22 рр. Джальса Салана Німеччини мусульманського джамаату Ахмадія щорічно проводив дні в торгово-виставковому центрі Карлсруе з понад 40 000 відвідувачів. 
У 2004 і 2010 роках тут проводилися церковні конгреси громади Віллов-Крік, у 2016 році — Христовий фестиваль, а у 2022 році — 11-та Асамблея Всесвітньої ради церков.

## Обладнання
Виставковий центр складається з чотирьох безколоних виставкових залів площею 12 500 м² кожен, у тому числі багатофункціонального залу dm-arena, який вміщує до 11 200 відвідувачів. 
Розмір залу 162,50 м × 74,50 м. Висота залу 17,80 м (dm-arena: 22,00 м). 
Загальна площа залу становить 52 000 м², відкрита виставкова площа – 62 000 м².
Біля головного входу — зона прийому та реєстрації відвідувачів, прес-центр, сервісний центр, торгово-виставковий конференц-центр місткістю до 2000 місць, торгово-виставковий магазин, громадське харчування. 
Діє мультимедійна система інформування відвідувачів.
Торгово-виставковий центр Карлсруе має кілька виставкових залів загальною відкритою та внутрішньою площею близько 165 000 м². 
Зали можна конфігурувати для проведення заходів різного масштабу, від невеликих виставок до масштабних конгресів і ярмарків. 
Крім того, є кілька кімнат для переговорів і конференц-зон, які можна використовувати для семінарів, майстер-класів та інших заходів.
Панорамний вид на торгово-виставковий центр Карлсруе – на передньому плані dm-Arena, ліворуч – вхідна будівля з головним входом.